# Józef Glemp
Józef Glemp, né le 18 décembre 1929 à Inowroclaw, dans la voïvodie de Couïavie-Poméranie, en Pologne, et mort le 23 janvier 2013 à Varsovie, est un cardinal polonais, archevêque de Varsovie de 1981 à 2006.

## Biographie

### Prêtre
Józef Glemp naît à Inowroclaw en Pologne le 18 décembre 1929. Après être entré au séminaire de Gniezno, il est ordonné prêtre le 25 mai 1956, et étudie ensuite le droit canonique à l'Université pontificale du Latran à Rome où il obtient un doctorat in utroque jure.
De retour dans son diocèse, il est aumônier de communautés de dominicaines et de franciscaines et enseigne la religion dans des centres de mineurs délinquants.
En 1967, il devient secrétaire personnel du Primat de Pologne, le cardinal Stefan Wyszyński dont il reste un très proche collaborateur pendant quinze ans.

### Évêque
Nommé évêque de Varmie, dans le nord-est de la Pologne le 4 mars 1979 par le pape Jean-Paul II, il est consacré le 21 avril suivant par le cardinal Stefan Wyszyński. Le 7 juillet 1981, succédant au cardinal Wyszynski récemment décédé, il est nommé archevêque de Varsovie, et archevêque de Gniezno, ce dernier titre lui conférant le titre de Primat de Pologne. En septembre suivant, il est également nommé ordinaire des fidèles de rite oriental résidant en Pologne et dépourvus d'ordinaire propre. Dans les années 1980, il s'engage pour le maintien du carmel d'Auschwitz.
Il préside la Conférence épiscopale polonaise pendant 23 ans de 1981 à 2004.

### Cardinal
il est créé cardinal par le pape Jean-Paul II lors du consistoire du 2 février 1983 avec le titre de cardinal-prêtre de Sainte-Marie-du-Trastevere. Il a été également membre de la Congrégation pour les Églises orientales, du Conseil pontifical pour la culture et du Tribunal suprême de la Signature apostolique.

### Retraite
Le 25 mars 1992, il se retire du siège archiépiscopal de Gniezno, mais reste Primat de Pologne, titre qu'il garde jusqu'à son 80e anniversaire le 18 décembre 2009 et qui revient alors à son successeur à Gniezno, Henryk Muszyński. Il démissionne le 6 décembre 2006 de son poste de Varsovie. Mais son successeur Stanisław Wojciech Wielgus, démissionnant à son tour dès le 6 janvier 2007, il administre l'archidiocèse jusqu'à la nomination de Kazimierz Nycz le 3 mars 2007.

## Opinions
Josef Glemp a constamment montré envers la communauté juive une attitude ambiguë. Ses prises de position pour le maintien du Carmel d'Auschwitz, la mise en relation entre un « antipolonisme » et l'antisémitisme, son refus prudent de reconnaître le travail controversé de l'historien juif Jan T. Gross qui imputait à des Polonais le massacre de la communauté juive de Jedwabne, révèlent une méfiance et une position équivoque sur la population juive. Son rôle dans le renversement du régime communiste de Pologne au cours des années 1980 a été de premier plan[réf. nécessaire].
Ce très proche ami de Jean-Paul II a guidé avec prudence la population catholique polonaise, de même qu'il a grandement facilité les actions de Solidarnosc[réf. nécessaire].
Bien qu'il soit critique envers le monde occidental capitaliste jugé païen, il soutient l'entrée de la Pologne dans l'Union européenne.
Ses qualités de négociateur hors pair expliquent sans doute sa longévité exceptionnelle à la tête de l'Église polonaise[réf. nécessaire].
Il meurt le 23 janvier 2013 des suites d'un cancer des poumons.

## Regard de ses contemporains
Le pape Benoît XVI a rendu hommage à Jozef Glemp en mettant en avant ses qualités d'« apôtre de l'unité contre la division, de la concorde face à l'affrontement ». Il a en effet pendant la dictature militaire du général Jaruzelski prôné le dialogue avec le pouvoir et s'est opposé à toute forme de lutte contre le gouvernement. Celui-ci a pu utiliser ces paroles comme outil de propagande alors qu'elles ont été mal acceptées par les opposants au régime qui renommèrent Glemp en « Camarade Glemp ».